# Nobel Mendy
Pour les articles homonymes, voir Mendy.
Nobel Mendy, né le 3 novembre 2004 à Guédiawaye au Sénégal, est un footballeur sénégalais qui évolue au poste de défenseur au Rayo Vallecano.

## Biographie
Mendy débute sa formation footballistique dans son pays natal avant de rejoindre la France en 2015. Il intègre successivement les centres de formation du SPN Vernon, du Pacy Ménilles RC, du FC Mantois 78, puis du Paris FC à l'été 2021.
Au Paris FC, Mendy évolue avec l'équipe réserve en National 3, disputant 20 matchs et inscrivant 2 buts entre 2022 et 2023. Il fait ses débuts professionnels en Ligue 2 le 26 décembre 2022 lors d'une victoire 1-0 contre le Pau FC.
Le 1er septembre 2023, il est prêté au Betis Deportivo Balompié, l'équipe réserve du Real Betis évoluant en Segunda Federación. Après une saison convaincante avec 21 apparitions, le club espagnol lève l'option d'achat en juin 2024. Mendy signe alors un contrat jusqu'en 2027.
Le 6 janvier 2024, il fait ses débuts officiels avec l'équipe première lors d'un match de Coupe du Roi contre le Deportivo Alavés. Le 8 mai 2025, il participe à la qualification du Betis en finale de Ligue Conférence 2024-2025, rentré en jeu face à la Fiorentina.